# 바이올런트 쉿
바이올런트 쉿(Violent Shit)은 1989년 독일에서 제작된 저예산 스플래터 호러 영화이다.

## 줄거리
어머니를 살해한 뒤 정신병원에 수감된 살인마 도살자 칼(Karl The Butcher)은 호송 중인 버스에서 탈출하여 무차별적인 대량 살육을 감행한다.

## 반향과 평가
영화가 제작된 1980년대 후반은 극장개봉용 호러영화에 대한 독일(서독) 당국의 검열이 심각한 상태였다. 때문에 호러 영화 팬들의 수요를 만족시켜 줄 만한 영화들이
공급되지 않고 있던 상황에서 언더그라운드 비디오영화인 《바이올런트 쉿》의 탄생은 많은 이들의 호응을 얻게 되었다.
본작의 성공은 후속편의 제작으로 이어져 1992년에는 《바이올런트 쉿2 : 어머니, 제 손을 잡아줘요》가 공개되었으며, 1999년에는 3편인 《바이올런트 쉿3 : 운명의 보병》이 출시되었다. 공식적인 트릴로지는 이 세 편이지만, 2012년에 같은 제목을 내건 새로운 영화가 공개되기도 했고, 2015년에는 로마를 배경으로 한 리메이크 작품인 《바이올런트 쉿 : 더 무비》가 개봉되기도 했다.
일부 영화팬들에게 영화가 컬트적인 인기를 얻은 것과는 별개로, 영화 자체의 완성도는 많은 이들에게 비판의 대상이 되었다. 영화는 사실상 각본 자체가 존재하지 않으며, 주인공의 이유없는 대량살육에 초점이 맞추어져 있다. 작품의 연출과 편집, 연기, 특수효과 등의 모든 부분에서 아마추어의 냄새가 난다는 것이 많은 이들의 일관된 평가이다.